# Tab-belu
Tab-belu (akad. Ṭāb-bēlu, w transliteracji z pisma klinowego zapisywane mdu10.ga.en) – wysoki dostojnik, gubernator prowincji Amedi za rządów asyryjskiego króla Aszur-dana III (772-755 p.n.e.); z asyryjskich list i kronik eponimów wiadomo, iż w 762 r. p.n.e. sprawował urząd limmu (eponima).